# Avenue de la Jeunesse (Schaerbeek)
Pour les articles homonymes, voir Rue de la Jeunesse.
L’avenue de la Jeunesse (en néerlandais : Jeugdlaan) est une avenue bruxelloise de la commune de Schaerbeek qui va du boulevard Léopold III à l’avenue des Jardins.
Il n’y a des habitations que du côté droit, numérotées de manière continue de 1 à 6.